# Maxime IV Sayegh
Maxime IV Sayegh (arabe : مكسيموس الرابع الصايغ), également orthographié Maximos IV Sayegh, né le 10 avril 1878 à Alep en Syrie et mort le 5 novembre 1967 à Beyrouth au Liban, est un cardinal de l'Église catholique, primat de l'Église grecque-catholique melchite avec le titre de Patriarche d'Antioche et de tout l'Orient, d'Alexandrie et de Jérusalem des Melkites du 30 octobre 1947 jusqu'à sa mort.

## Biographie
Ordonné prêtre de l'Église melkite en 1905, Maxime Sayegh est élevé à l'épiscopat en 1919 et installé sur le siège de Tyr. En 1933, il est transféré au siège de Beyrouth. Le 30 octobre 1947, il est élu patriarche d'Antioche et de tout l'Orient, d'Alexandrie et de Jérusalem par le synode des évêques melkites, en remplacement de Cyrille IX Moughabghab, décédé. Le 21 juin 1948, il est solennellement installé sous le nom de Maxime IV.
Lors du concile Vatican II, il participe aux quatre sessions et se présente comme le défenseur des traditions des Églises orientales en communion avec Rome. Il est le premier évêque à s'exprimer officiellement dans une autre langue que le latin (en français) et a soutenu la nécessité de l'introduction des langues nationales au cours de la Liturgie.

### Cardinalat
Il est créé cardinal par le pape Paul VI lors du consistoire du 22 février 1965. Avant cela, il avait refusé par trois fois ce titre, arguant que « pour un patriarche, accepter le cardinalat est une trahison ». Les objections du patriarche trouvent leurs fondements dans l'histoire et l'ecclésiologie. Il considère que les patriarches des Églises orientales sont les chefs de leurs Églises respectives et successeur de leurs sièges apostoliques respectifs. Si'il accepte la préséance du souverain pontife il refuse toute subordination vis-à-vis des autres cardinaux dont le titre de cardinal fait d'eux des membres du clergé de Rome. Il rappelle que ces règles de subordination ont été confirmées, de manières répétées, par les précédents conciles œcuméniques sans avoir été révoquées par aucun pape. En conséquence, il serait inapproprié pour un patriarche d'une Église orientale d'accepter le titre de cardinal qui ferait de lui un membre du clergé de l'Église latine, de rite romain, avec un rang de subordonné qui s'opposerait à son rang à la tête de son Églises.  En réponse à ces objections, le 11 février 1965, le pape Paul VI, par le motu proprio Ad Purpuratorum Patrum, définit que les patriarches qui seraient élevés au cardinalat le seraient dans l'ordre des cardinaux-évêques, sans être membres du clergé romain ni recevoir de diocèse suburbicaire et que leur titre de cardinal serait leur titre patriarcal. Ce Motu Proprio lève les réserves du patriarche Sayegh qui rejoint le collège cardinalice, en même temps que le patriarche maronite Paul Pierre Méouchi et que le patriarche copte Stephanos Ier Sidarouss. 
Cette nomination suscita l'opposition d'Elias Zoghby, vicaire patriarcal d'Alexandrie, du Caire et du Soudan, considérant que « le chef d'une Église catholique orientale ne peut occuper une position de subordonné dans l'Église latine ». En signe de protestation, il démissionne de sa charge de vicaire patriarcal. Le patriarche répond à ces critiques lors d'un discours le 14 mars 1965 dans lequel il explique que le décret pontifical modifie la nature du Collège des cardinaux qui n'est plus une institution interne de l'Église latine mais qui devient le sénat de l'Église catholique tout entière. Ce faisant, un patriarche devenant cardinal n'accepte pas un poste de subordonné dans le clergé de l'Église latine mais c'est un moyen, pour le pape, d'accorder aux patriarches orientaux une fonction supplémentaire consistant à l'aider dans le gouvernement de l'Église universelle. Il n'empêche qu'après le décès de Maximos IV, en 1967, ses successeurs ont repris la pratique ancestrale, refusant le cardinalat et considérant l'acceptation motivée de Maximos IV comme une parenthèse.